# Luise Berthold
Luise Berthold (* 27. Januar 1891 in Berlin; † 3. Oktober 1983 in Marburg) war eine deutsche Germanistin, ab 1923 erste und für 22 Jahre einzige Dozentin der Philipps-Universität Marburg und gab ab 1934 das Hessen-Nassauische Wörterbuch heraus.

## Leben
Luise Berthold wurde als eines von sechs Kindern am 21. Januar 1891 in Berlin in eine protestantische, sozial engagierte Familie hinein geboren, die in der Erziehung der Kinder zwischen den Geschlechtern keinen Unterschied machte. In Berlin besuchte sie die Gymnasiallehrgänge für Frauen, begründet von Helene Lange, um als eine der ersten Schülerinnen die Hochschulreife zu erwerben. Sie begann ihr Studium an der Universität Berlin, setzte es an der Universität Jena fort und wechselte 1912 an die Philipps-Universität Marburg. Nach der Promotion in den Fächern Deutsch, Evangelische Theologie und Philosophie 1920 habilitierte sie sich 1923 mit einer Arbeit zur Heimatbestimmung alter Texte. Sie war aufgrund ihrer Verbindung mit ihrem Lehrer Ferdinand Wrede, dem Leiter des Deutschen Sprachatlas, innovativ bei der Entwicklung der deutschen Dialektgeographie tätig; so führte sie etwa die dialektgeographische Methode in die Wörterbucharbeit ein. Am Hessen-Nassauischen Wörterbuch arbeitete sie ab 1916 mit, ab 1927 übernahm sie unter Wredes offizieller Federführung die Drucklegung, ab 1934 die Leitung, die sie über dreißig Jahre innehatte; sie arbeitete bis zu ihrem Tod 1983 daran mit. Im November 1933 unterzeichnete sie mit ihrem Lehrer das Bekenntnis der deutschen Professoren zu Adolf Hitler. Aufsätze schrieb sie zu einem weiten Themenfeld, etwa die Altsächsische Genesis, Kinderwiegenspiele des Spätmittelalters oder den Hexenglauben.
Eine beamtete außerordentliche Professur erhielt sie erst 1952, knapp 30 Jahre nach ihrer Habilitation. 1930 war sie zum nichtbeamteten Professor, 1940 zur außerplanmäßigen Professorin ernannt worden.
Am 16. Januar 1946 trat sie in die LDP (später FDP) ein. Im gleichen Jahr setzte sie sich für die Gründung eines Frauenausschusses ein. Berthold erhielt am 8. Dezember 1948 einen Ehrendoktor in Theologie. Auch nach 1945 nahm sie vielfältige öffentliche Ämter wahr, darunter als Stadtverordnete (sie war Mitglied des Kulturausschusses) bis 1952, Abgeordnete im Landeswohlfahrtsverband Hessen und als Vorsitzende im Hochschulausschuss des Deutschen Akademikerinnenbunds. 1953 beriefen sie die Marburger Blätter als Vertrauensdozentin in die Redaktion. Am 13. November 1956 reichte sie den Emeritierungsantrag ein, ihre Lehrtätigkeit in Marburg endete schließlich 1957.

## Auszeichnungen
- 1961: Goethe-Plakette des Landes Hessen
- 1971: Großes Bundesverdienstkreuz
- 1973: Ehrenbrief des Landes Hessen und Verdienstmedaille der Stadt Marburg
- 1977: Wilhelm-Leuschner-Medaille
- 1981 Freiherr-vom-Stein-Plakette

## Schriften (Auswahl)
- Beiträge zur hochdeutschen geistlichen Kontrafaktur vor 1500. Lüneburg 1920.
- Alter Text und moderne Mundart. Grundsätzliches zur Heimatbestimmung alter Texte, dargelegt am Prosateil des Stuttgarter Cod. theol et philos. 4. Nr. 190. Klopp, Bonn 1927.
- Hessen-Nassauisches Volkswörterbuch. Elwert, Marburg 1927 ff.
- Sprachliche Niederschläge absinkenden Hexenglaubens (= Gießener Beiträge zur deutschen Philologie), Schmitz, Gießen 1938.
- Erlebtes und Erkämpftes. Ein Rückblick. Selbstverlag, Marburg 1969.
- Strandgut. Heiteres und Besinnliches aus 90 Lebensjahren. Selbstverlag, Marburg 1982.
- Erlebtes und Erkämpftes. Rückblick einer Pionierin der Alma Mater. Hrsg. von Marita Metz-Becker. Ulrike Helmer Verlag, Königstein/Taunus 2008.